# Icteranthidium laterale
Icteranthidium laterale là một loài Hymenoptera trong họ Megachilidae. Loài này được Latreille mô tả khoa học năm 1809.